# Арчевія
Арчевія (італ. Arcevia) — муніципалітет в Італії, у регіоні Марке,  провінція Анкона.
Арчевія розташована на відстані близько 185 км на північ від Рима, 50 км на захід від Анкони.
Населення — 4733 особи (2014).

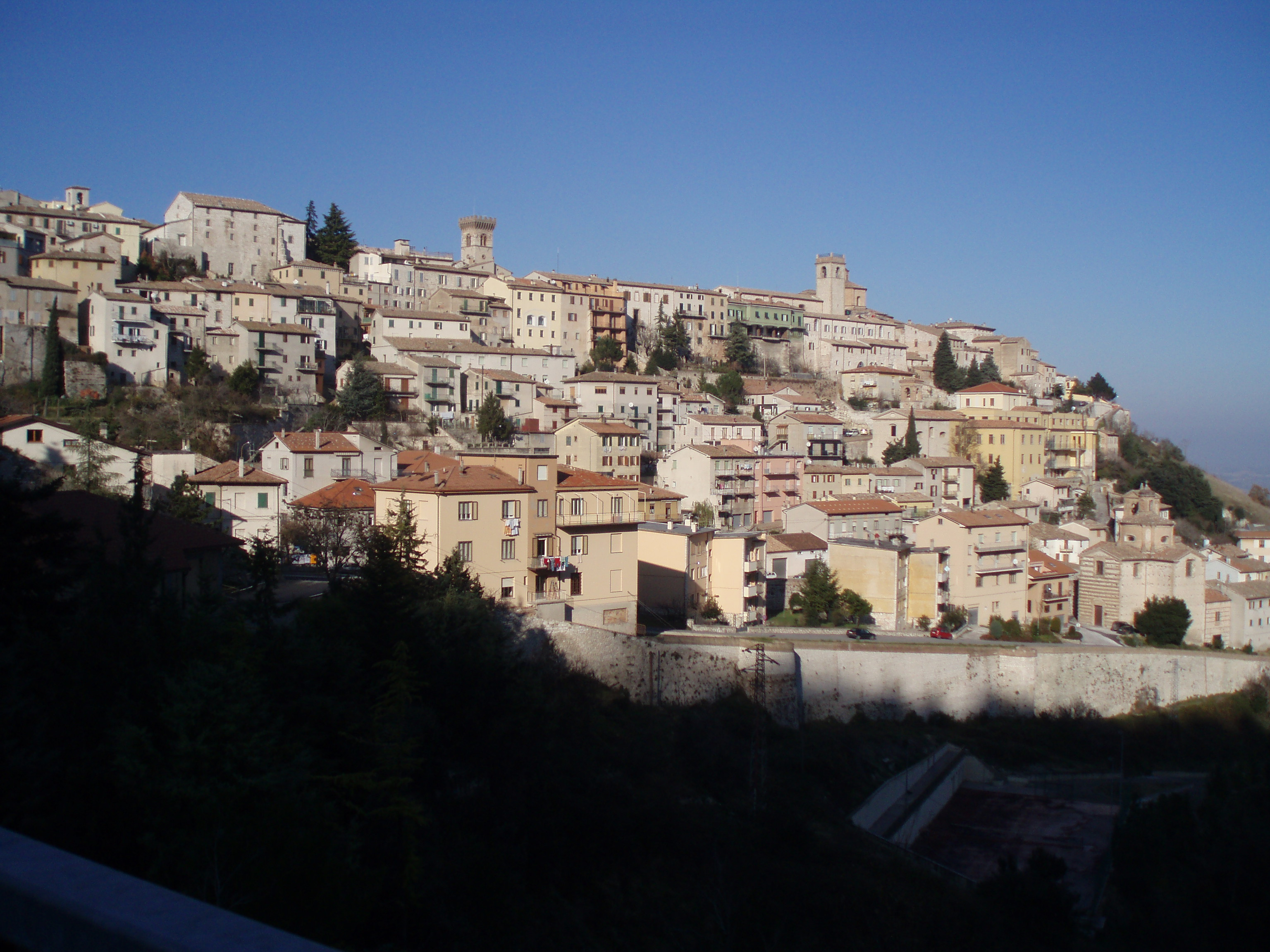

Щорічний фестиваль відбувається 8 червня. Покровитель — San Medardo.

## Демографія
Населення за роками:

Станом на 1 січня 2023 року в муніципалітеті офіційно проживало 428 іноземців з 45 країн, серед них 124 громадяни країн Євросоюзу та 15 громадян України.

## Сусідні муніципалітети
- Барбара
- Кастеллеоне-ді-Суаза
- Дженга
- Мерго
- Монтекаротто
- Пергола
- Розора
- Сан-Лоренцо-ін-Кампо
- Сассоферрато
- Серра-де'-Конті
- Серра-Сан-Куїрико